# Distretto di Začepylivka
Il distretto di Začepylivka (in ucraino Зачепилівський район?) era un distretto (rajon) dell'Ucraina, situato nell'oblast' di Charkiv. Il suo capoluogo era Začepylivka. È stato soppresso con la riforma amministrativa del 2020.